# Eva Boesenberg
Eva Boesenberg (* 1960) ist eine deutsche Amerikanistin.

## Leben
Sie studierte Germanistik, Anglistik und Indologie in Freiburg und an der University of Massachusetts Amherst. Seit 2005 ist sie Professorin für nordamerikanische Literatur und Kultur an der Humboldt-Universität.
Ihre Forschungsinteressen umfassen US-amerikanische Literatur des 19. und 20. Jahrhunderts, afroamerikanische Literatur und Kultur, Wirtschaft und Literatur, Gender Studies, südasiatische nordamerikanische Schriftstellerinnen, Critical Race Theory und Critical Whiteness Studies, Barbies und Basketball.

## Schriften (Auswahl)
- Gender – voice – vernacular. The formation of female subjectivity in Zora Neale Hurston, Toni Morrison and Alice Walker. Heidelberg 1999, ISBN 3-8253-0880-4.
- (Hg.): Chancen und Grenzen des Dialogs zwischen den Geschlechtern. Beiträge zum 2. Tag der Frauen- und Geschlechterforschung an der Martin-Luther-Universität Halle-Wittenberg. Frankfurt am Main 2003, ISBN 3-631-50525-6.
- Money and gender in the American novel, 1850–2000. Heidelberg 2010, ISBN 978-3-8253-5732-0.
- mit Reinhard Isensee und Martin Klepper (Hg.): American economies. Heidelberg 2012, ISBN 3-8253-6022-9.